# Ярчук Броніслав Миронович
Ярчу́к Бронісла́в Миро́нович (13 лютого 1940, Мшанець, УРСР, СРСР — 6 квітня 2021) — український ветеринар, кандидат ветеринарних наук.
Почесний професор Білоцерківського національного аграрного університету, відділення епізоотології та інфекційних хвороб. Почесний кандидат ветеринарних наук. Почесний завідувач кафедри епізоотології та інфекційних хвороб.

## Життєпис
Народився 13 лютого 1940 року в с. Мшанець Старосинявського району Хмельницької області. Після закінчення школи вступив у Білоцерківський сільськогосподарський інститут на ветеринарний факультет, який закінчив із відзнакою у 1964 році.
У 1964—1968 роках — завідувач ветеринарної дільниці.
У 1968—1971 роках — аспірант при кафедрі епізоотології. У 1971 році захищає кандидатську дисертацію на тему «Некоторые вопросы эпизоотологии, минерального и белкового обмена при лейкозе крупного рогатого скота».
У 1971 році вивчає французьку мову на курсах при Московській ветеринарній академії.
У 1977—1980 роках перебуває у відрядженні у Гвінейській Республіці, де проводить методичну роботу, видає посібники з ветеринарної мікробіології, інфекційних хвороб птахів та загальної епізоотології французькою мовою.
У 1980 році після повернення на Батьківщину працює асистентом, а з 1981 року обіймає посаду доцента кафедри епізоотології.
У 1986 році його було призначено завідувачем кафедри. Під його керівництвом розширювались наукові дослідження з проблеми лейкозу великої рогатої худоби, проводилися роботи з впровадження методів ранньої діагностики лейкозу, відбувалося підвищення ефективності заходів із боротьби і профілактики цього захворювання.
З 1987 по 2002 рік — декан факультету ветеринарної медицини у Білоцерківському національному аграрному університеті.
У 1992 році за наказом Міністерства аграрної політики України було організовано науково-дослідну проблемну лабораторію «Лейкози великої рогатої худоби». Завдяки якій було вилікувано від лейкозу великої рогатої худоби декілька сотень господарств у Центральній та Західній Україні.
За 1987—2002 роки на базі факультету створено такі осередки науки: проблемні науководослідні лабораторії, два науково-дослідні інститути, інститут післядипломної освіти для лікарів і спеціалістів з ветеринарної медицини. Броніслав Миронович очолював кафедру інфекційних хвороб, налаштував співпрацю з Ліонською вищою ветеринарною школою у Франції.
У 2003 році йому присвоєно почесне вчене звання професора.
Автор понад 160 публікацій, серед них: 5 підручників, 7 навчальних посібників, 10 монографій. Підготував 3 кандидатів наук.

## Нагороди і почесні звання
- 1971 рік — кандидат ветеринарних наук.
- 1988 рік — знак «Відмінник освіти України».
- 2002 рік — трудова відзнака "Знак пошани" Міністерства аграрної політики України за значний внесок в оздоровлення великої рогатої худоби від лейкозу.
- 2003 рік — професор ветеринарних наук.
- 2004 рік — Почесна грамота Міністерства аграрної політики України за науково-методичну розробку навчальних закладів систем післядипломної освіти керівників і спеціалістів агропромислового комплексу
- 2016 рік — Лауреати Державної премії України в галузі науки і техніки (2016).
- Заслужений працівник ветеринарної медицини України.